# Cuauhtémoc, Morelos
Cuauhtémoc är en ort i Mexiko.   Den ligger i kommunen Axochiapan och delstaten Morelos, i den sydöstra delen av landet, 110 km söder om huvudstaden Mexico City. Cuauhtémoc ligger 1 046 meter över havet och antalet invånare är 257.
Terrängen runt Cuauhtémoc är platt åt nordost, men åt sydväst är den kuperad. Runt Cuauhtémoc är det ganska glesbefolkat, med 30 invånare per kvadratkilometer. Närmaste större samhälle är Axochiapan, 0,93 km söder om Cuauhtémoc. I omgivningarna runt Cuauhtémoc växer huvudsakligen savannskog.